# Acaulopage ischnospora
Acaulopage ischnospora är en svampart som beskrevs av Drechsler 1947. Acaulopage ischnospora ingår i släktet Acaulopage och familjen Zoopagaceae.   Inga underarter finns listade i Catalogue of Life.